# Legion (série télévisée)
Pour les articles homonymes, voir Legion et Légion.
Legion ou Légion est une série télévisée américaine en 27 épisodes d'environ 45 minutes créée par Noah Hawley et diffusée entre le 8 février 2017 et le 12 août 2019 sur FX et FX Canada.
Se situant dans une chronologie alternative à la série de films, elle met en scène le personnage Légion de Marvel Comics, interprété par l'acteur Dan Stevens. La série est produite par FX Productions, 26 Keys Productions et Marvel Television.
En Belgique, la série est diffusée depuis le 2 mars 2017 sur Be Séries, en France, depuis le 25 avril 2017 sur OCS Max et au Québec depuis le 8 novembre 2017 sur MAX.

## Synopsis
David Haller a été diagnostiqué schizophrène pendant son jeune âge, et a donc été interné dans différents hôpitaux psychiatriques depuis. Mais à la suite d'une rencontre inattendue avec un autre patient, Haller se rend compte qu'il a bien plus qu'une maladie mentale.

## Fiche technique
Sauf indication contraire, les informations mentionnées dans cette section peuvent être confirmées par la base de données cinématographiques IMDb,  présente dans la section « Liens externes ».
- Titre original : Legion
- Création : Noah Hawley
- Réalisation : Noah Hawley (pilote), Michael Uppendahl, Dennie Gordon, Larysa Kondracki, Tim Mielants, Hiro Murai
- Scénario : Noah Hawley
- Direction artistique : John Alvarez, Michael Corrado
- Décors : Michael Wylie
- Costumes : Carol Case
- Photographie : Craig Wrobleski
- Montage : Curtis Thurber, Regis Kimble
- Musique : Jeff Russo
- Casting : Regis Kimble, Nicole Daniels
- Production : Simon Kinberg, Bryan Singer, Jeph Loeb, Noah Hawley, Brian Leslie Parker, John Cameron, Jim Chory, Lauren Shuler Donner
- Sociétés de production : FX Productions, Marvel Television, 26 Keys Productions
- Sociétés de distribution : 20th Century Fox Television (États-Unis)
- Pays d'origine :  États-Unis
- Langue originale : anglais
- Format : couleur - 1,78:1 - son Dolby Digital
- Genre : science-fiction, drame, thriller psychologique
- Durée : 44 minutes
- Version française :
  - Société de doublage : Nice Fellow
  - Direction artistique : Magali Barney
  - Adaptation des dialogues : Sébastien Michel, Marie Fuchez, Marie-Pierre Deprez & Tim Stevens
- Restriction du public :
  - Aux États-Unis : TV-MA (déconseillé aux moins de 17 ans)
  - En France : déconseillé aux moins de 12 ans
- Support DVD : La première saison est disponible en Blu-Ray, les suivantes en DVD uniquement. À noter que seule la première saison est disponible en format physique en Europe. La FOX ayant décidé de ne jamais rendre les autres saisons disponibles en support physique.

 Source et légende : version française (VF) sur RS Doublage

## Distribution

### Acteurs principaux
- Dan Stevens (VF : Damien Witecka) : David Haller
- Rachel Keller (VF : Ana Piévic) : Sydney « Syd » Barrett
- Aubrey Plaza (VF : Alice Taurand) : Lenny Busker
- Bill Irwin (VF : Bertrand Liebert) : Cary Loudermilk
- Amber Midthunder (VF : Aurélie Konaté) : Kerry Loudermilk
- Jeremie Harris (en) (VF : Antoine Fleury) : Ptonomy Wallace
- Katie Aselton (VF : Christèle Billault) : Amy Haller (saison 1, invitée saison 2)
- Jean Smart (VF : Martine Irzenski) : Melanie Bird (saisons 1 et 2, invitée saison 3)
- Hamish Linklater (VF : Frédéric Popovic) : Clark Debussy (récurrent saison 1, principal saisons 2 et 3)
- Jemaine Clement (VF : Lionel Tua) : Oliver Bird (récurrent saison 1, principal saison 2, invité saison 3)
- Navid Negahban (VF : Omar Amary) : Amahl Farouk / Shadow King (saisons 2 et 3)
- Lauren Tsai (VF : Geneviève Doang) : Jia-yi / Switch  (saison 3)

Photos des acteurs principaux
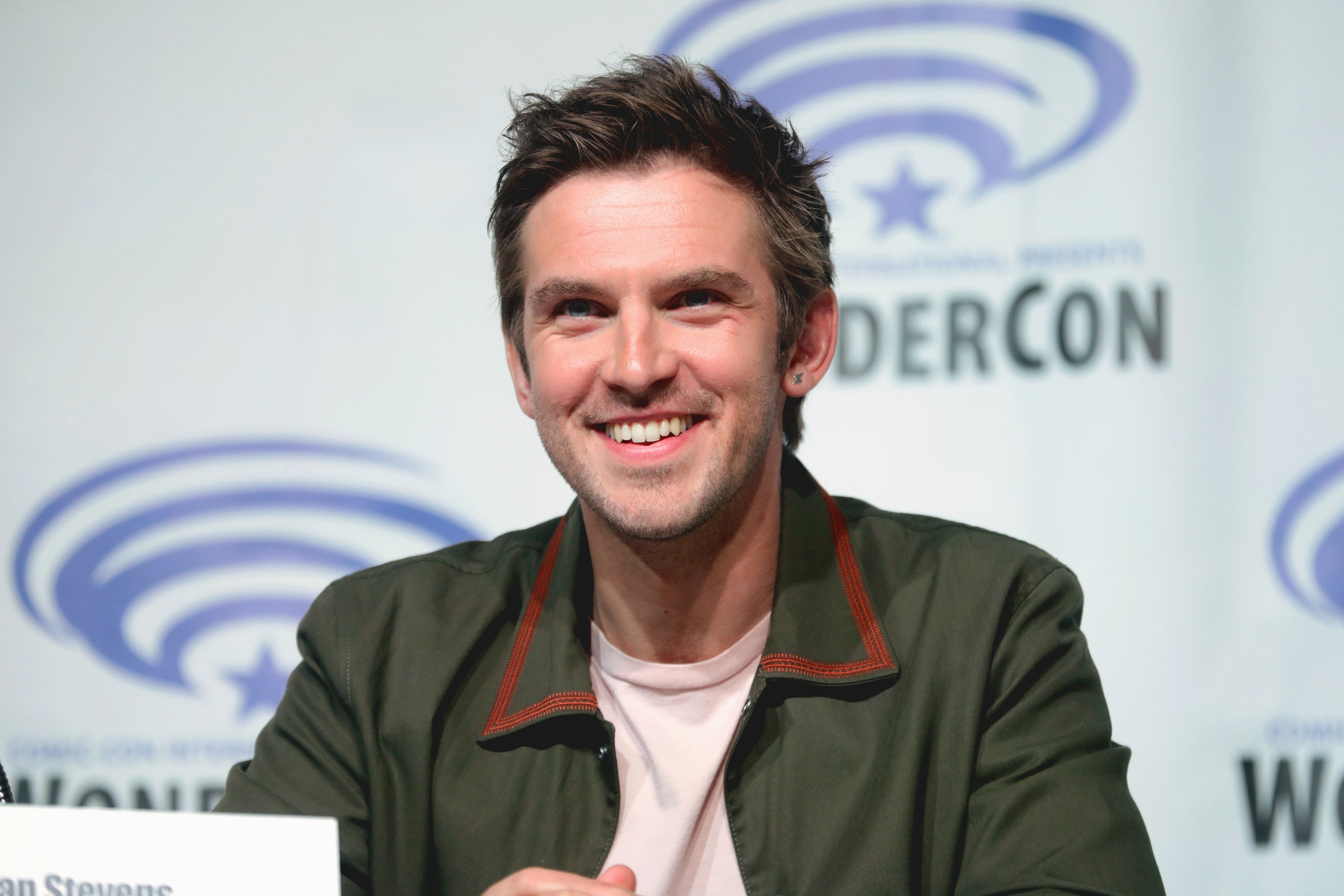
Dan Stevens interprète David Haller
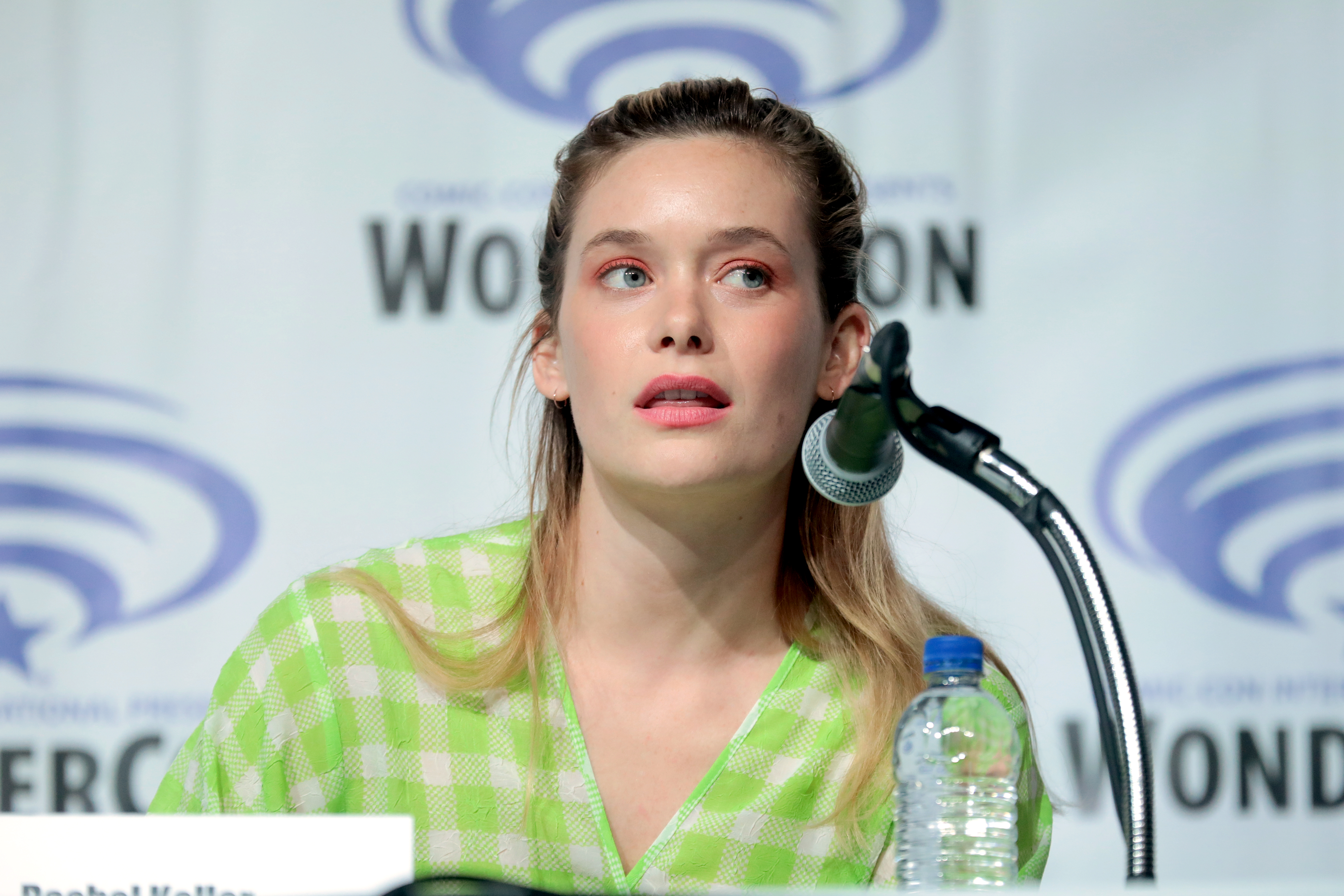
Rachel Keller interprète Sydney « Syd » Barrett
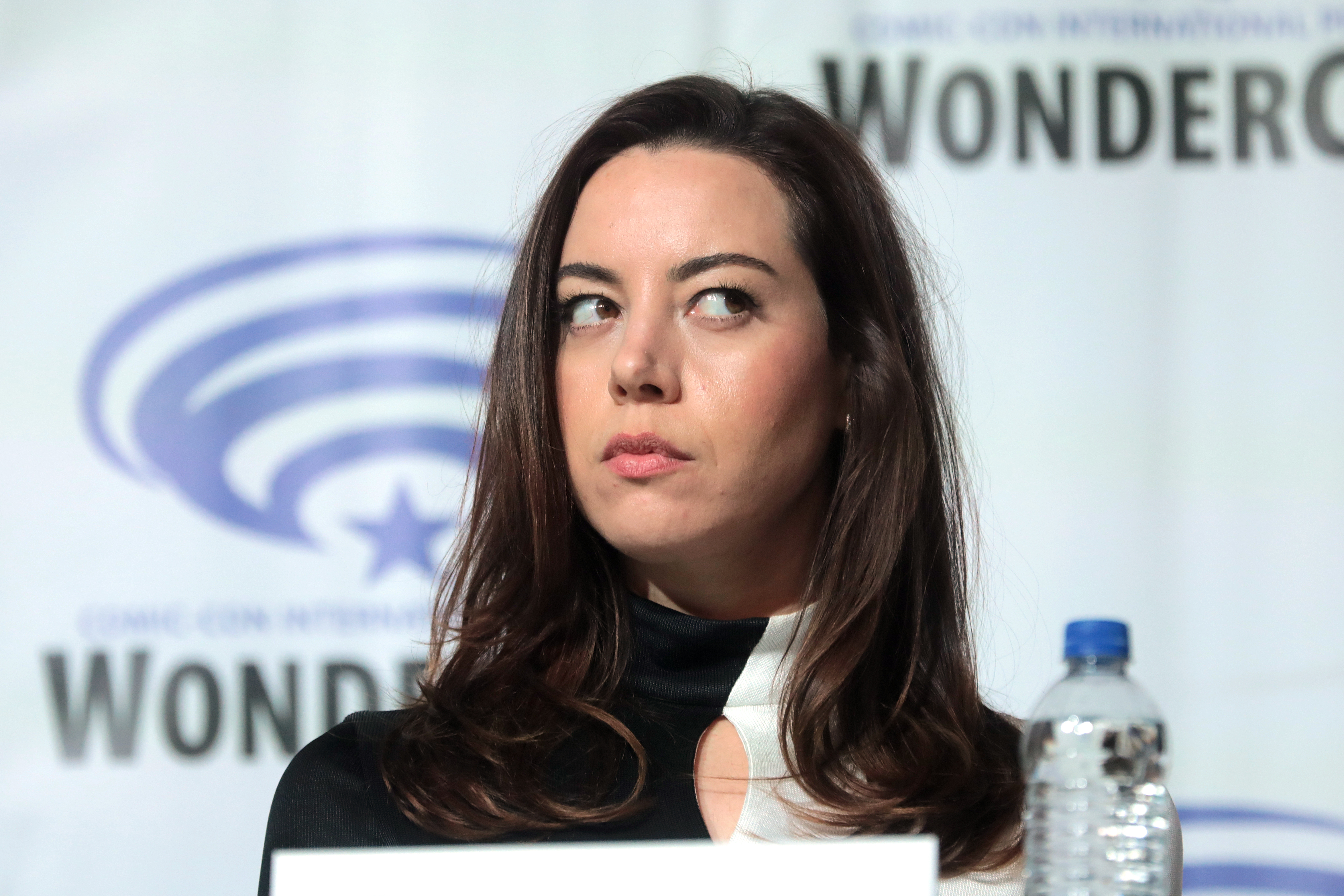
Aubrey Plaza interprète Lenny Busker
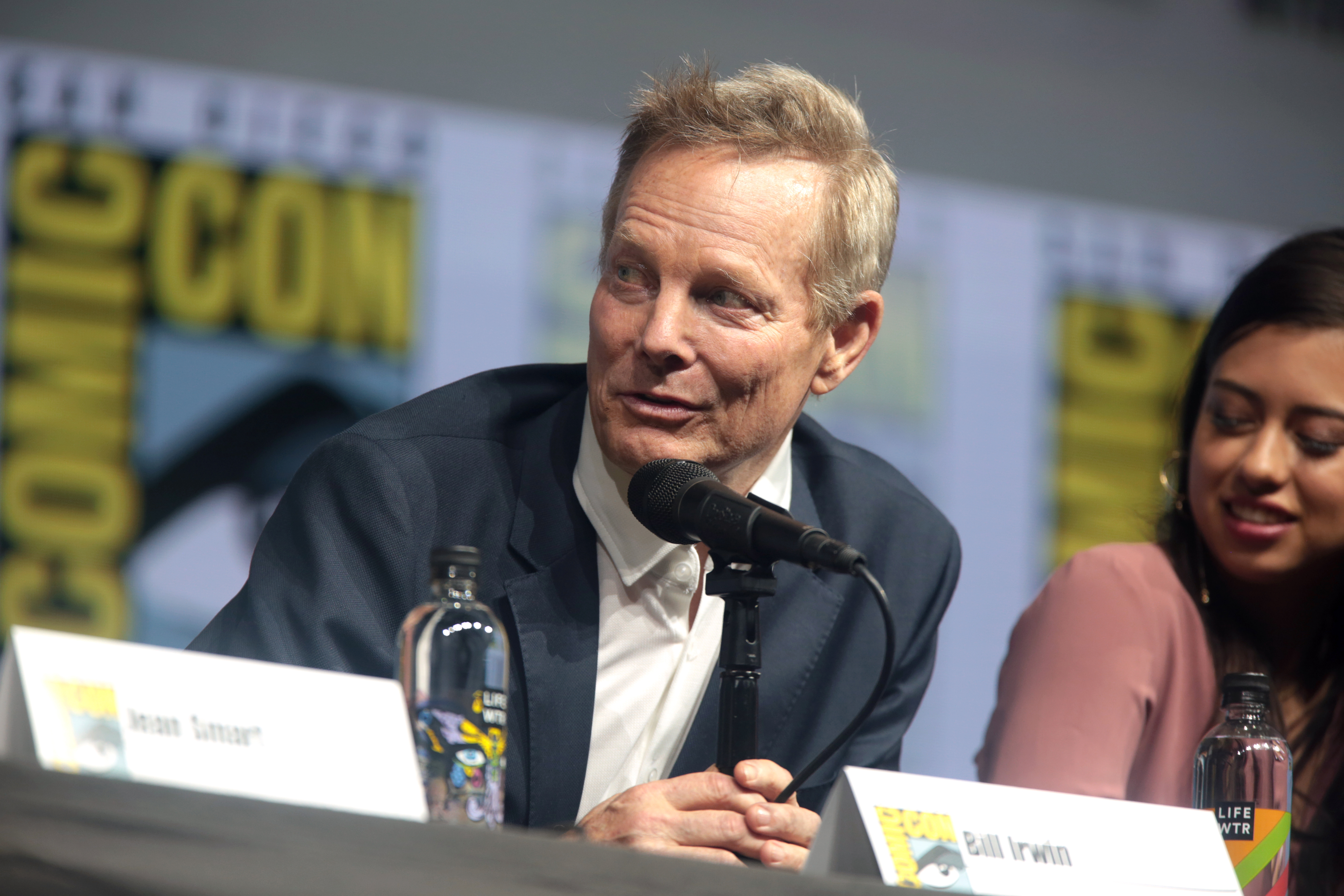
Bill Irwin interprète Cary Loudermilk
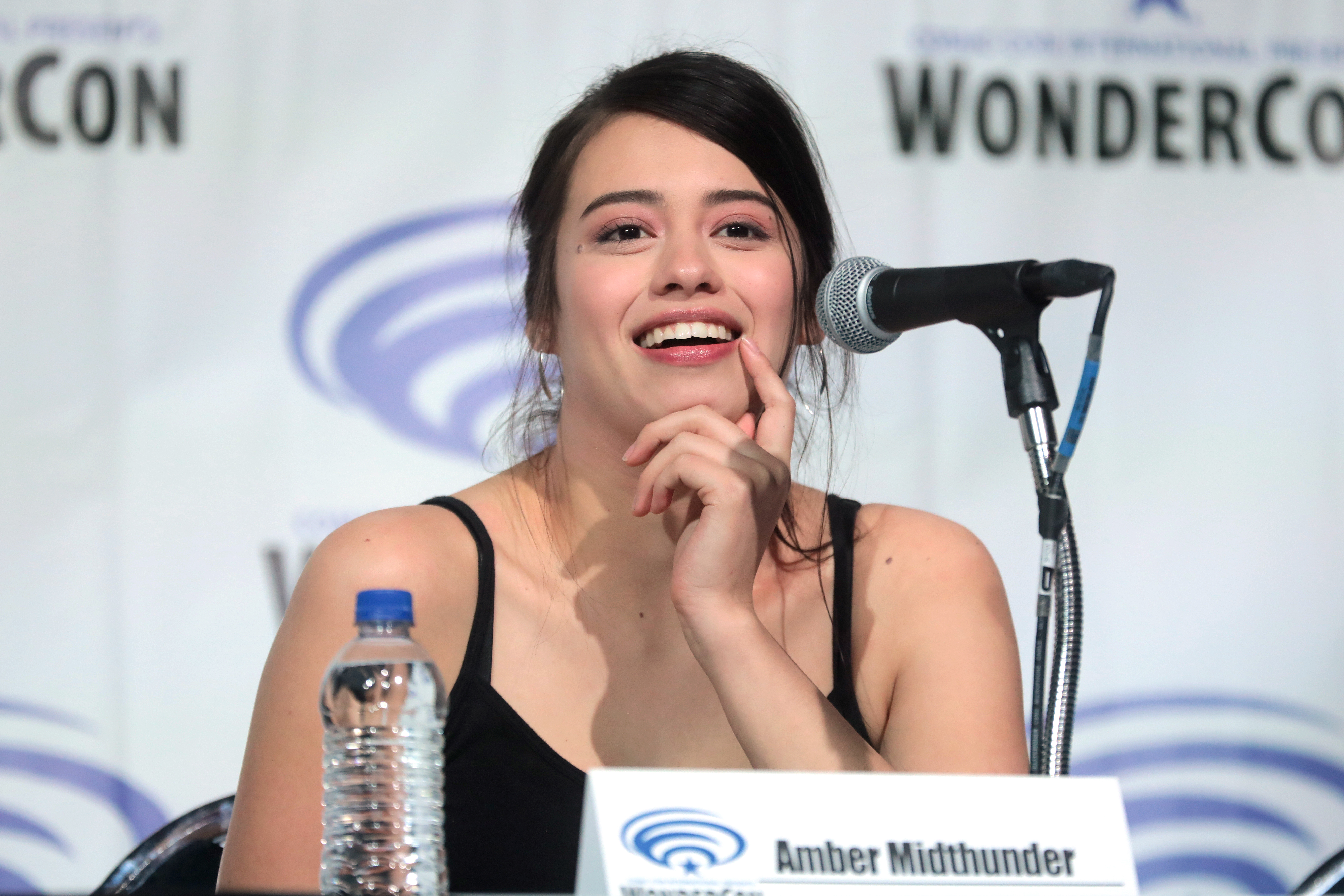
Amber Midthunder interprète Kerry Loudermilk
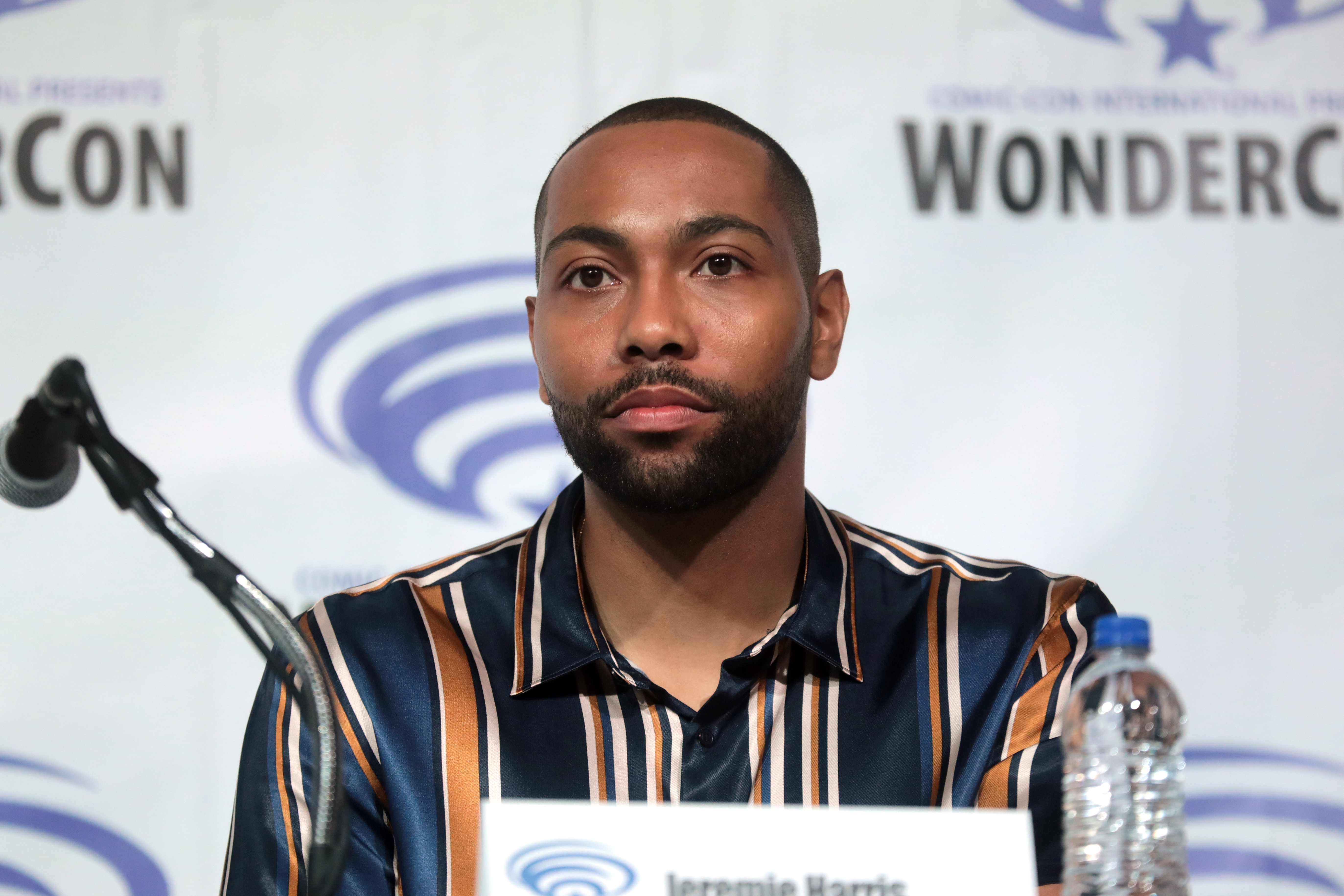
Jeremie Harris interprète Ptonomy Wallace
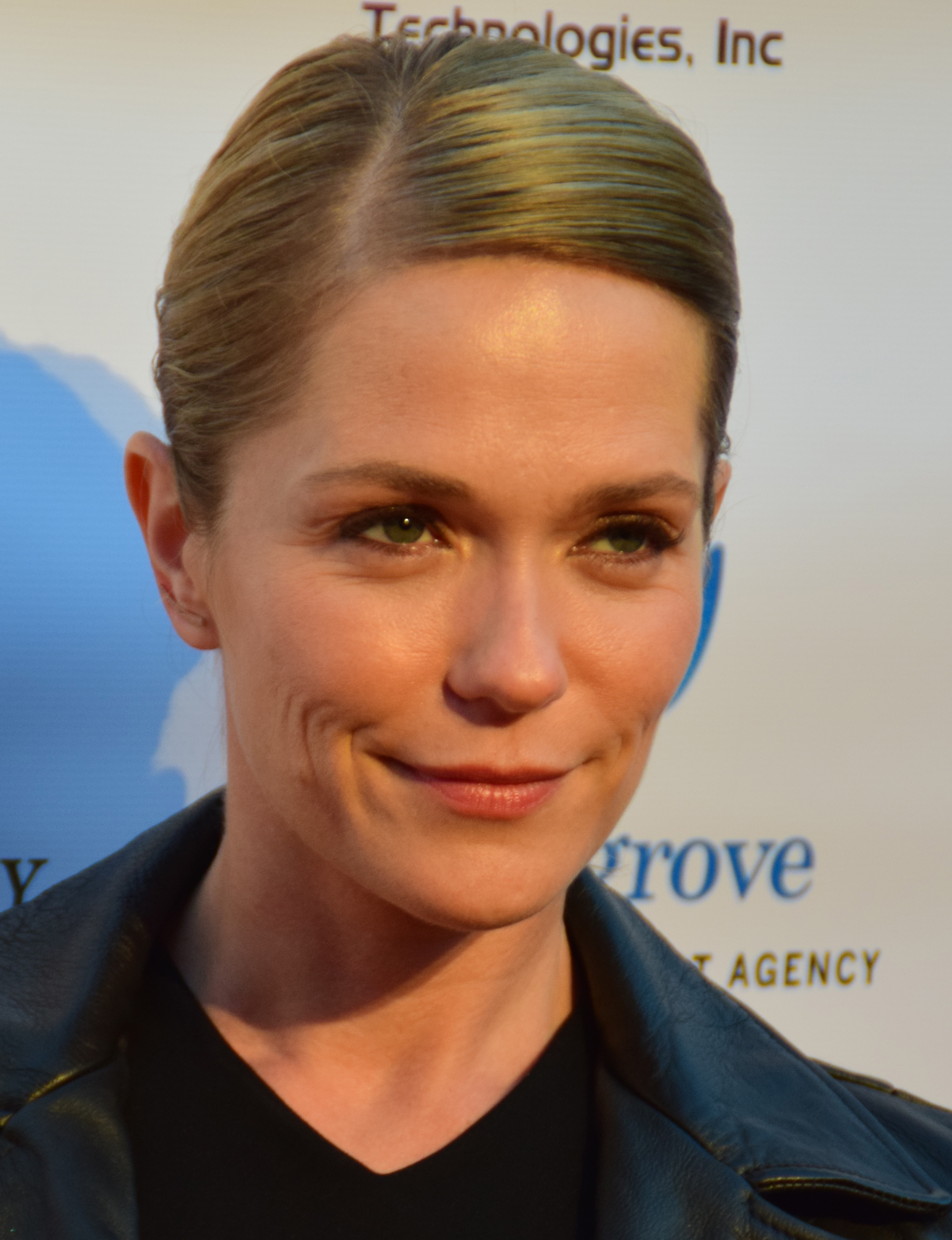
Katie Aselton interprète Amy Haller
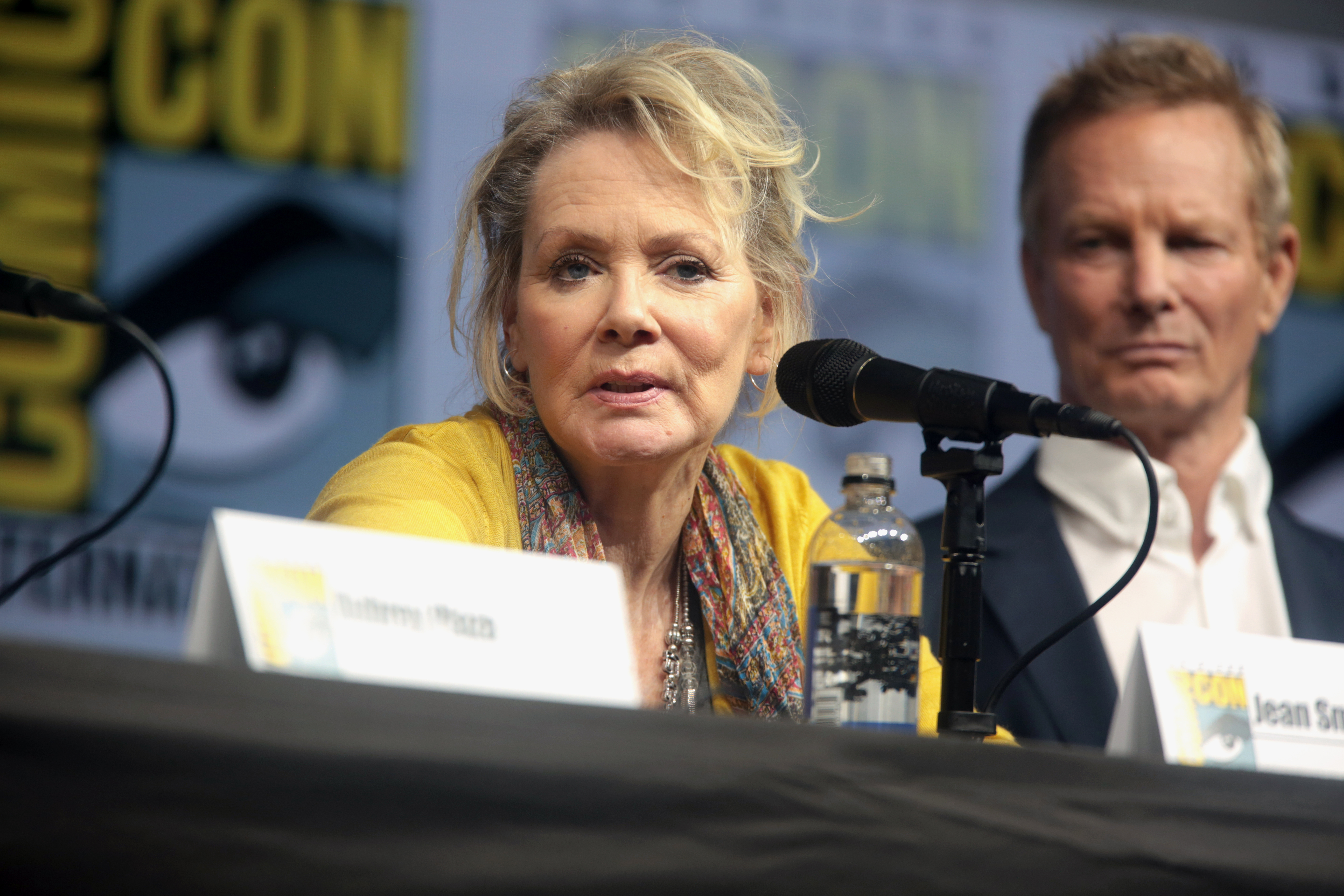
Jean Smart interprète Melanie Bird
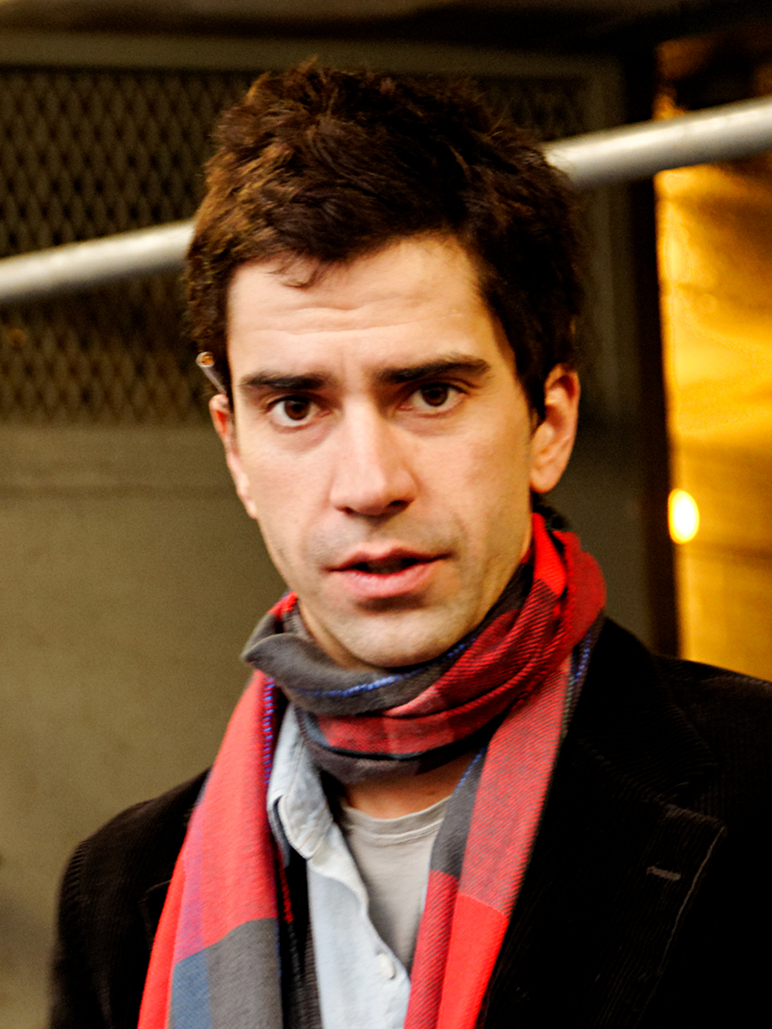
Hamish Linklater interprète Clark Debussy
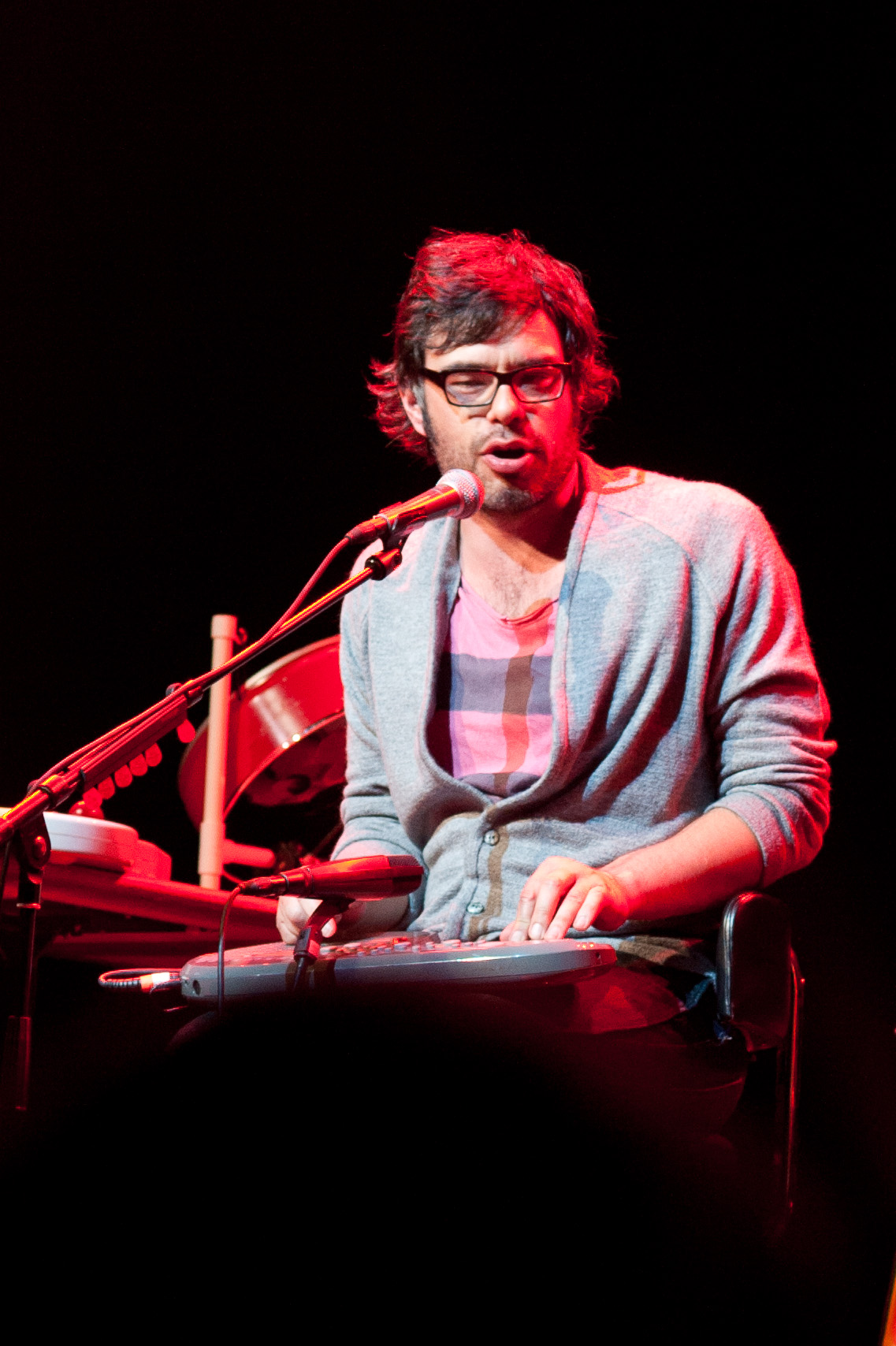
Jemaine Clement interprète Oliver Bird
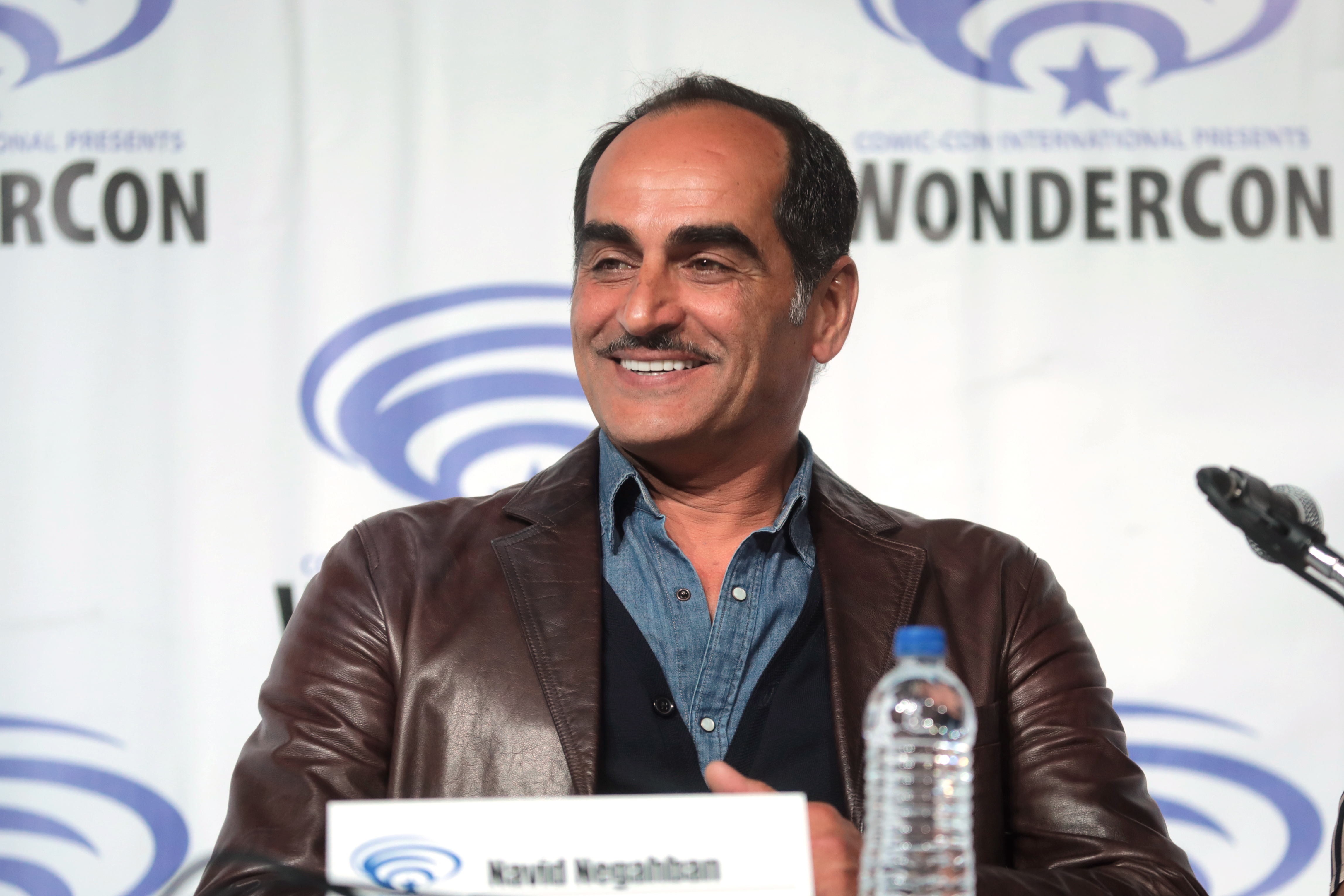
Navid Negahban interprète Amahl Farouk / Shadow King
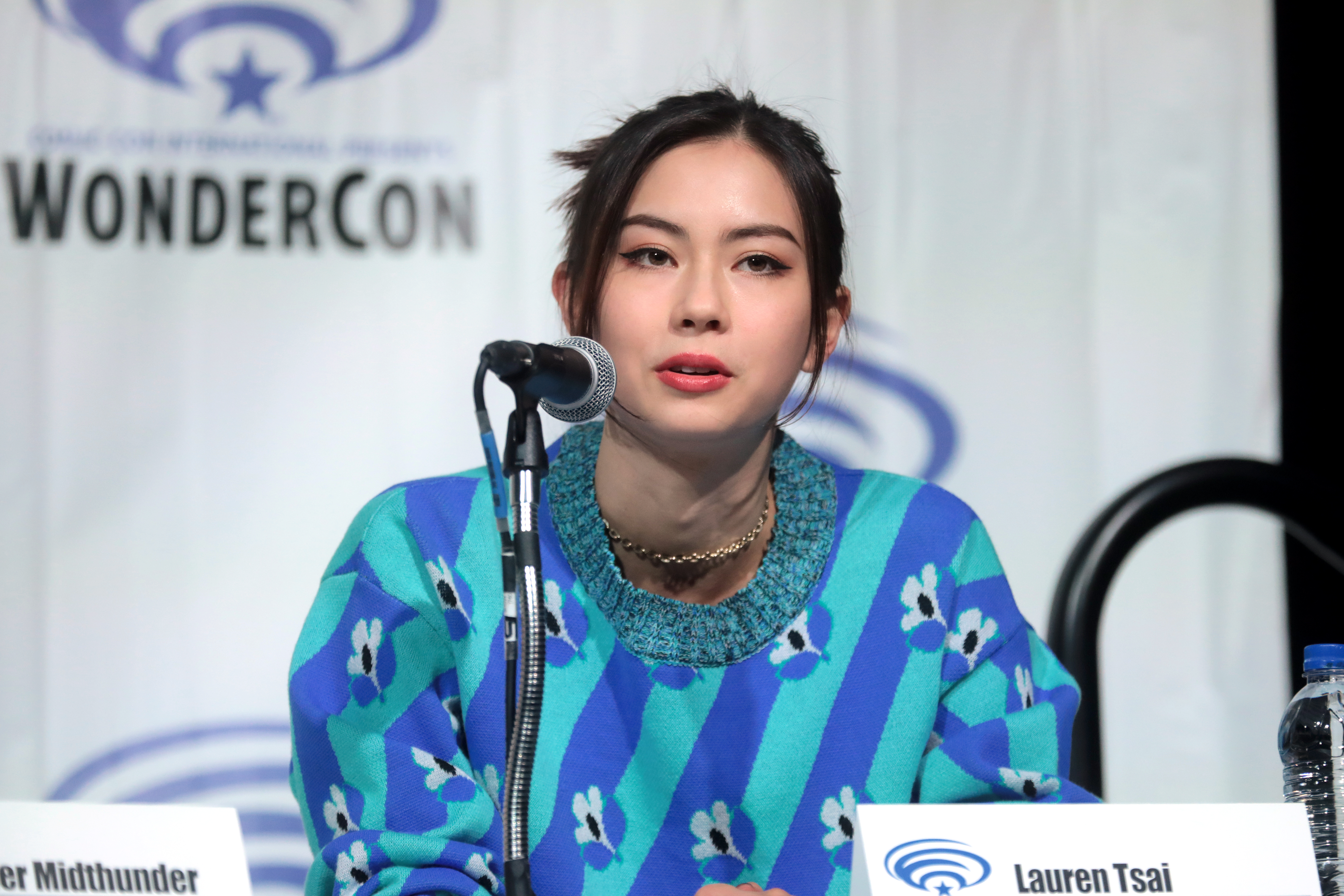
Lauren Tsai interprète Jia-yi / Switch

### Acteurs récurrents
Introduits lors de la première saison
- Luke Roessler (VF : Marie Nonnenmacher) : David, 6-8 ans (saisons 1 et 2)
- Ellie Araiza (VF : Marie Nonnenmacher) : Philly (saison 1)
- Brad Mann : Rudy (récurrent saison 1, invité saison 2)
- Kirby Morrow (en) : Benny (récurrent saison 1, invité saison 2)
- David Ferry (en) (VF : Patrick Raynal) : Dr Dennis Kissinger (saison 1)
- David Selby (VF : Jean Barney) : Brubaker (récurrent saison 1, invité saison 2)
- Mackenzie Gray : Walter / L'Œil (saison 1)
- Quinton Boisclair : Shadow King / Amahl Farouk / Le Démon aux yeux jaunes (récurrent saison 1, invité saison 2)
- Keir O'Donnell : Daniel Bohr-Debussy (invité saisons 1 et 3)
- Scott Lawrence (en) (VF : Franck Gourlat) : Dr Poole (saison 1)
- Tatyana Forrest (VF : Marie-Eve Dufrèsne) : la mère de David (saison 1)
- Dario Giordani : le père de David (saison 1)

Introduits lors de la deuxième saison
- Marc Oka : l'Amiral Fukyama (saison 2)
- Jon Hamm (VF : Bruno Choël) : le Narrateur (saison 2)
- Nathan Hurd : le Moine (saison 2)
- Jelly Howie, Brittany Parker Rose et Lexi Gluck : les Vermillons (saison 2)

Introduits lors de la troisième saison
- Harry Lloyd (VF : Stanislas Forlani) : Charles Xavier / Professeur X
- Stephanie Corneliussen (VF : Barbara Kelsch) : Gabrielle Haller (en)
- Vanessa Dubasso : Saumon
- Rachele Schank, Marikah Cunningham et Tiffany Reese : les Vermillons

## Production

### Développement

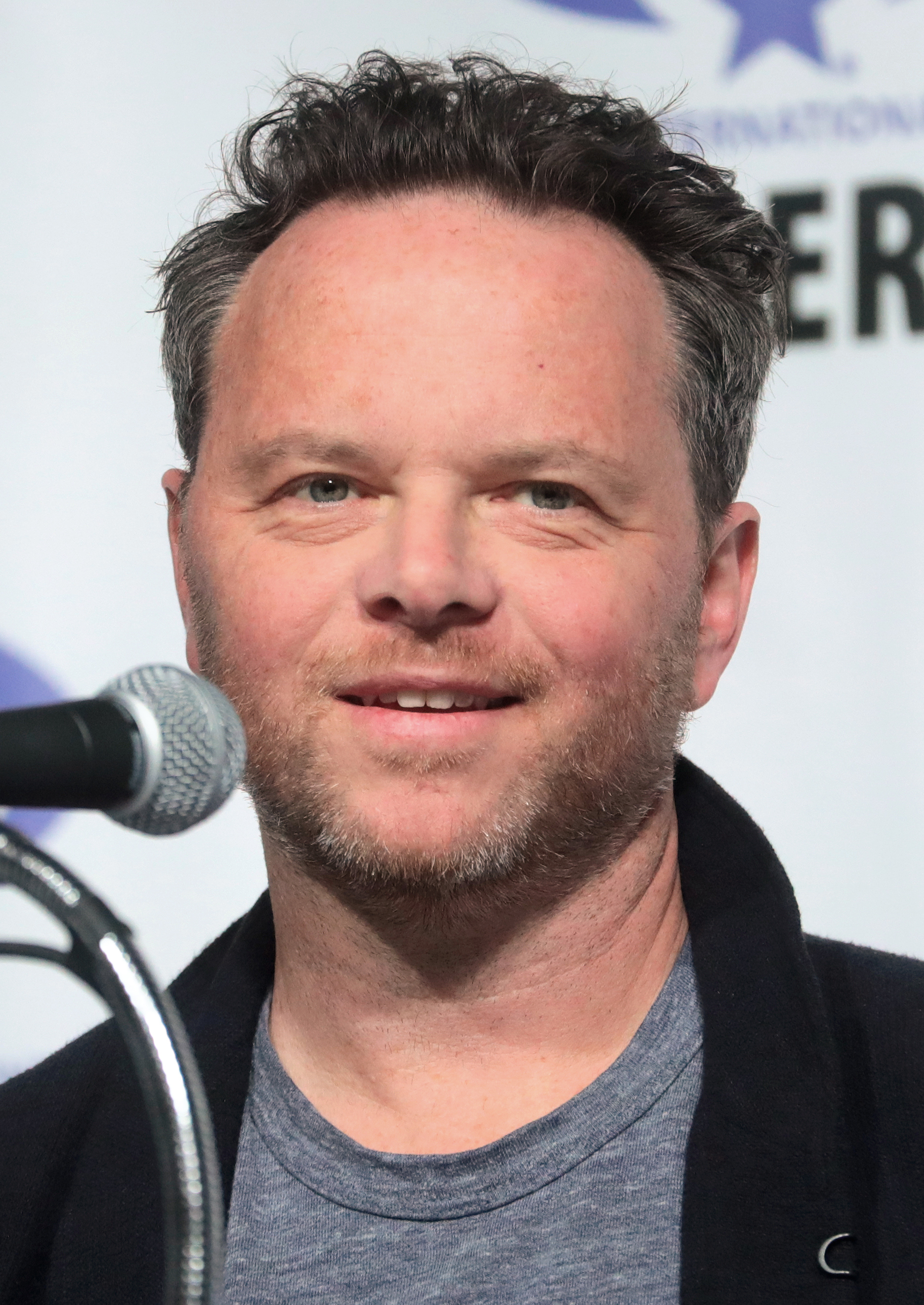
Noah Hawley, le créateur et showrunner de la série au Anaheim WonderCon 2019.

Après avoir conclu la première saison de la série Fargo sur FX en 2014, Noah Hawley a l'idée de développer une première série basée sur les X-Men, étant lui-même un véritable fan de comics depuis son enfance. À l'origine la Fox souhaitait développer une série basée sur le Club des damnés, mais l'idée ne plaisait pas à Hawley. Au lieu de ça, il décide de travailler avec Simon Kinberg, scénariste et producteur de la série cinématographique X-Men, avec pour but de créer une série. Après quelques discussions, les deux hommes tombent d'accord sur le personnage de Légion. Noah Hawley le trouve intéressant du fait de sa maladie mentale et du potentiel qu'elle pourrait apporter à la télévision.
En octobre 2015, FX commande le pilote de Legion, avec FX Productions et Marvel Television à la production. Noah Hawley écrit et réalise le pilote, tout en étant également showrunner et producteur exécutif de la série aux côtés de Bryan Singer, Lauren Shuler Donner, Simon Kinberg et Jeph Loeb.
Le 15 mars 2017, la série est renouvelée pour une deuxième saison. En janvier 2018, Bryan Singer n'est plus associé à la série à la suite des accusations d'agressions sexuelles contre le réalisateur. Hawley précise que ce choix a été fait sur demande de Singer, qui n’avait aucun véritable rôle dans la production de la série après avoir réalisé le pilote. Le même mois, Hawley déclare travailler sur une troisième saison, ajoutant que la deuxième saison mène à une troisième, concevant son histoire sur un schéma différent d'un ennemi par saison, mais sur une confrontation développée en trois à cinq actes.
En juin 2018, peu avant la diffusion de l’épisode final de la saison 2, la série est renouvelée pour une troisième saison. La diffusion de celle-ci est annoncée pour l'été 2019 et est la dernière, Hawley ayant dès le départ prévu de ne pas aller au-delà.

### Attribution des rôles
En janvier 2016, Rachel Keller, révélée par la série Fargo, rejoint la distribution de la série pour un rôle révélé plus tard lors du New York Comic Con : il s'agit de Sydney « Syd » Barrett. Début février, Dan Stevens est choisi pour interpréter David Haller. C'est ensuite au tour d'Aubrey Plaza et de Jean Smart de rejoindre le casting de la série pour camper respectivement Lenny Busker, une amie de David, et Melanie Bird, une psychologue. Toujours en février, deux acteurs rejoignent le casting de la série : Jeremie Harris pour camper le personnage de Ptonomy Wallace et Amber Midthunder pour celui de Kerry Loudermilk.
En mars 2016, Katie Aselton rejoint la série pour jouer Amy Haller, la grande sœur de David. En mai, Bill Irwin rejoint la distribution de la série pour jouer le rôle de Cary Loudermilk. En octobre 2016, Noah Hawley révèle que Jemaine Clement interprétera un personnage récurrent qui jouera un rôle crucial dans l'intrigue.
Pour la deuxième saison, Navid Negahban est choisi pour incarner la forme physique du Roi d'Ombre ; il remplace Saïd Taghmaoui, pressenti pour le rôle mais qui a dû quitter la série pour incompatibilité d'emploi du temps.

### Tournage
Simon Kinberg annonce en novembre 2015 que la production du pilote débutera en 2016 et John Landgraf annonce en janvier 2016 que le plateau de tournage est en construction. De mars à mai 2016, Noah Hawley tourne le pilote de la série à Vancouver. Une fois la série commandée, le reste des épisodes ont été tournés à Vancouver en août 2016.

## Épisodes

### Première saison (2017)
Composée de huit épisodes, les épisodes sans titres sont numérotés Chapter 1 à 8.
1. Chapitre 1 (Chapter 1)
2. Chapitre 2 (Chapter 2)
3. Chapitre 3 (Chapter 3)
4. Chapitre 4 (Chapter 4)
5. Chapitre 5 (Chapter 5)
6. Chapitre 6 (Chapter 6)
7. Chapitre 7 (Chapter 7)
8. Chapitre 8 (Chapter 8)

### Deuxième saison (2018)
Elle est diffusée du 3 avril au 12 juin 2018 aux États-Unis.
1. Chapitre 9 (Chapter 9)
2. Chapitre 10 (Chapter 10)
3. Chapitre 11 (Chapter 11)
4. Chapitre 12 (Chapter 12)
5. Chapitre 13 (Chapter 13)
6. Chapitre 14 (Chapter 14)
7. Chapitre 15 (Chapter 15)
8. Chapitre 16 (Chapter 16)
9. Chapitre 17 (Chapter 17)
10. Chapitre 18 (Chapter 18)
11. Chapitre 19 (Chapter 19)

### Troisième saison (2019)
Cette saison, qui sera la dernière, a été diffusée à partir du 24 juin 2019.
1. Chapitre 20 (Chapter 20)
2. Chapitre 21 (Chapter 21)
3. Chapitre 22 (Chapter 22)
4. Chapitre 23 (Chapter 23)
5. Chapitre 24 (Chapter 24)
6. Chapitre 25 (Chapter 25)
7. Chapitre 26 (Chapter 26)
8. Chapitre 27 (Chapter 27)